# Asimina parviflora
Asimina parviflora är en kirimojaväxtart som först beskrevs av André Michaux, och fick sitt nu gällande namn av Michel Félix Dunal. Asimina parviflora ingår i släktet Asimina och familjen kirimojaväxter. Inga underarter finns listade i Catalogue of Life.

## Bildgalleri